# Universidad de Plymouth
La Universidad de Plymouth es una universidad pública con sede en Plymouth (Reino Unido), ciudad en la que se ubica el campus principal. Tiene otros campus en la Región del Sudoeste de Inglaterra. Con 18.410 estudiantes, es la universidad número 57 del Reino Unido por el número total de estudiantes.

## Historia
En Plymouth existía una Escuela de Navegación desde 1862,   centro al que se dio categoría de escuela universitaria en 1920 y de instituto politécnico en 1970.  Obtuvo el estatus de universidad en 1992, junto con otros politécnicos. La nueva universidad absorbió la antigua Escuela de Navegación de Plymouth.
En 2006, parte de los restos del refugio antiaéreo de Portland Square se convirtieron en el campus de Plymouth.
El primer rector fue John Bull. A continuación dirigió la universidad Roland Levinsky, hasta su muerte el 1 de enero de 2007.  Reemplazado temporalmente por Mark Cleary,  el 1 de diciembre de 2007 fue nombrado Steve Newstead.  

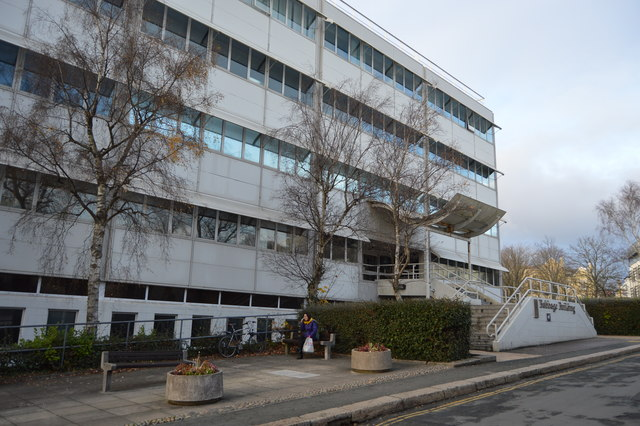
Edificio Babbage

## Campus

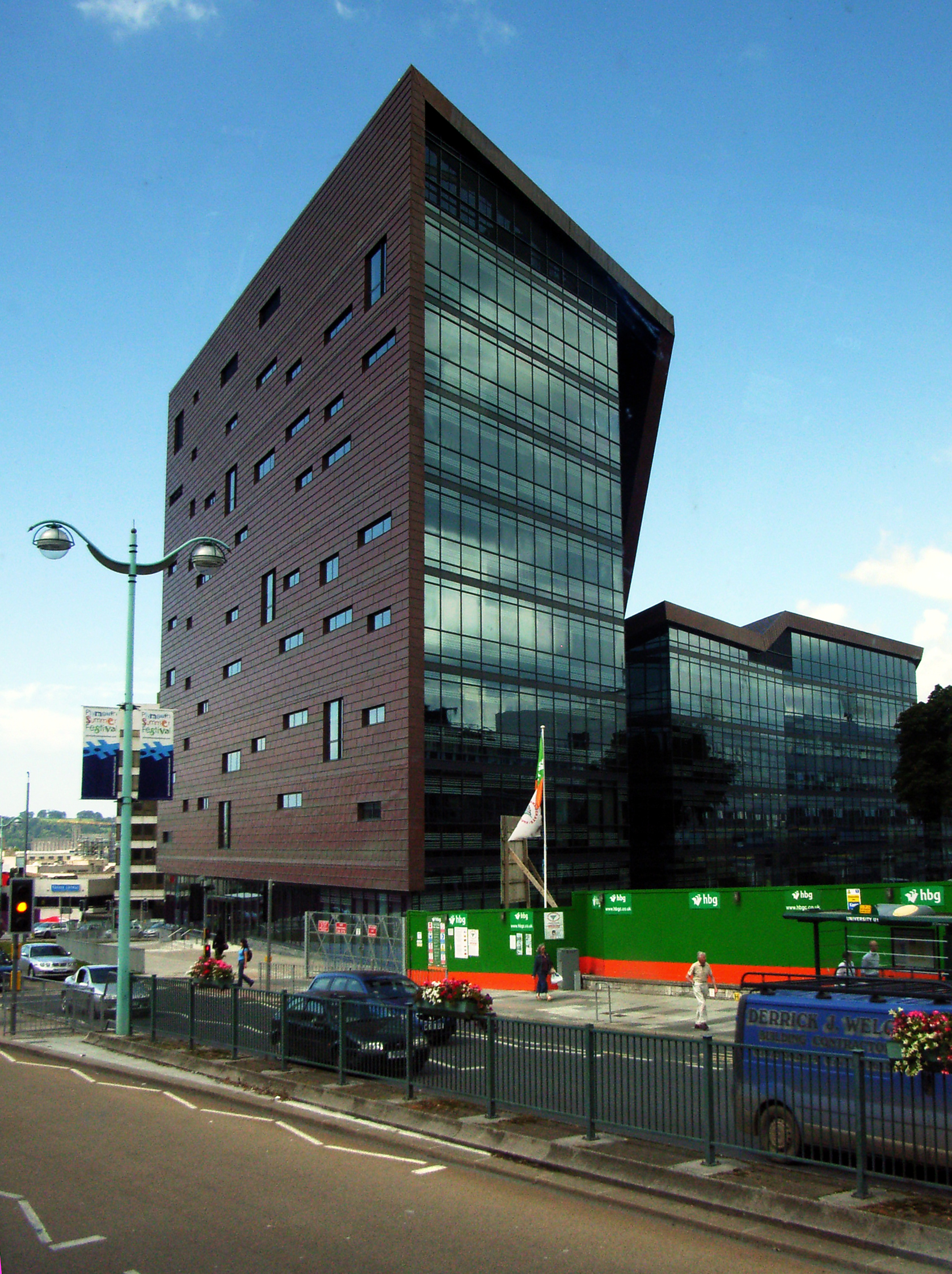
Edificio Roland Levinsky

Hay tres facultades, cada una de las cuales contiene varias escuelas:

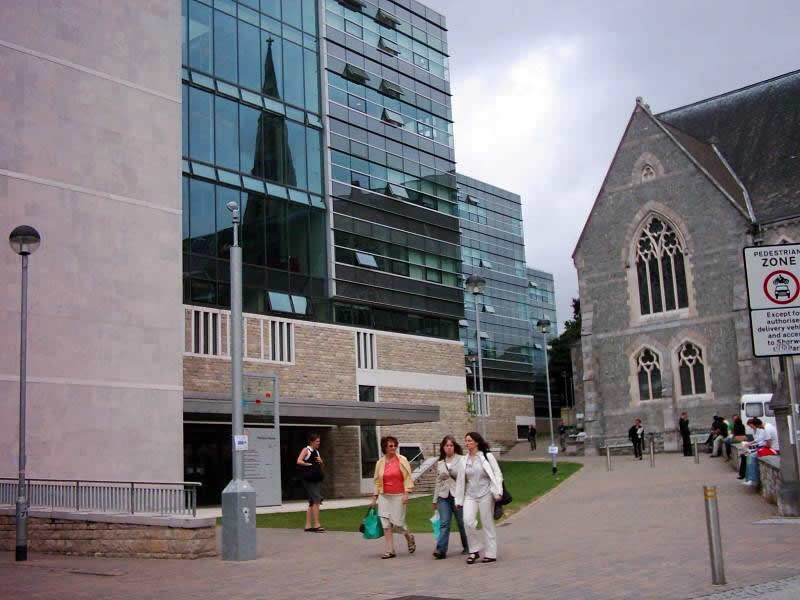
Edificio de la plaza Portland

- Artes, Humanidades y Negocios
- Salud
- Ciencia e Ingeniería

## Polémicas
En 2014, un enfrentamiento entre miembros del rectorado se saldó con la suspensión de la entonces vicerrectora Wendy Purcell.  En un caso vinculado, el presidente de la junta directiva que había suspendido a Purcell, William Taylor, fue investigado por acoso sexual a personal femenino.  Posteriormente, Purcell fue nombrada para un cargo de reciente creación.  